# Pachyphyllum hagsateri
Pachyphyllum hagsateri är en orkidéart som beskrevs av Dodson. Pachyphyllum hagsateri ingår i släktet Pachyphyllum och familjen orkidéer.
Artens utbredningsområde är Ecuador. Inga underarter finns listade i Catalogue of Life.